# Rotglà i Corberà
Rotglà i Corberà és un municipi del País Valencià situat a la comarca de la Costera.
Limita amb la Granja de la Costera, Xàtiva, Llanera de Ranes, la Llosa de Ranes, Vallés (a la mateixa comarca), i amb Sellent (a la comarca de la Ribera Alta).

## Geografia
El terme municipal de Rotglà i Corberà es localitza en la part nord-est de la comarca de la Costera. Situat als contraforts de la Serra Grossa (Comarques Centrals de la Comunitat Valenciana), dintre de la vall del riu Cànyoles (vall de Montesa) i al seu marge esquerre. El clima és típicament mediterrani i l'estació plujosa és la tardor. La seua superfície improductiva està poblada per una vegetació arbustiva amb absència d'arbrat.
El relleu és bastant uniforme, encara que destaquen alguns turons de 200 m d'altitud amb tipogràfica en general de llomes. Destaquen els alts de Vista Bella, Carraposa i, especialment, la Serreta, que amb 250 msnm és el punt més alt del terme. Recorren la superfície del terme els barrancs del Quas, de la Font de la Canya, dels Juncarets, del Garrofer de l'Home Mort i dels Carnissers. Cap a l'est, la topografia és més suau, amb una morfologia pràcticament plana, amb pendents uniformes. El terme de Rotglà i Corberà està en el límit de la zona d'horta de la comarca de la Costera, i acaba cap al nord i l'oest amb una topografia més accidentada.

## Història
L'actual municipi està format per la unió de dues alqueries, Corberà (datada en 1444) i de Rotglà (anomenada l'Alcúdia Blanca en 1421)
Cal dir que el 1520 va sofrir un saqueig a mans dels agermanats de Xàtiva; el 1535 s'erigí en rectoria de moriscs i se separà de Xàtiva. Després de l'expulsió de 1609, en Joan Rotglà Sanz atorgà carta de poblament a 31 pobladors cristians, el 26 de juny de 1611. Pel que fa a Corberà, també estava poblat per moriscs (30 famílies el 1572); després de l'expulsió és repoblat pel seu senyor, en Francesc Bellvís, qui atorgà carta de poblament el 12 de juliol del 1611 a 26 famílies cristianes. L'any 1813 s'hi va produir un enfrontament armat entre soldats napoleònics i espanyols en què els hispans se n'emportaren la pitjor part. En 1684 l'església es va segregar de la de Xàtiva. Al març de 1748 a Corberà, el terratrèmol de Montesa va assolar diversos edificis, entre ells el palau dels Corberà, que abraçava la meitat de la plaça principal del poble (concretament la meitat sud). En 1854 ambdós municipis es fusionaren i donaren lloc a l'actual.
En els documents històrics testimonien l'existència de dos alqueries pròximes a l'Alqueria de Rotglà i que hui han desaparegut:
L'Alqueria de Gil.
L'Alqueria de Galceran Sanç.

## Demografia
| 1990  | 1992  | 1994  | 1996  | 1998  | 2000  | 2002 | 2004 | 2005  | 2007  | 2008  | 2011  | 2021  |
| ----- | ----- | ----- | ----- | ----- | ----- | ---- | ---- | ----- | ----- | ----- | ----- | ----- |
| 1.054 | 1.007 | 1.036 | 1.018 | 1.016 | 1.035 | 988  | 999  | 1.018 | 1.132 | 1.120 | 1.208 | 1.146 |

## Economia
Econòmicament compta amb una agricultura mixta de secà: vinya, olivera, prunera i ametler; i de reguiu: taronger, albercoquer, hortalisses i dacsa. Hi ha bestiar vaquí i granges d'aviram.

## Política i govern

### Composició de la Corporació Municipal
El Ple de l'Ajuntament està format per 9 regidors. En les eleccions municipals de 26 de maig de 2019 foren elegits 7 regidors del Partit Socialista del País Valencià (PSPV-PSOE) i 2 del Partit Popular (PP).
| Eleccions municipals de 26 de maig de 2019 - Rotglà i Corberà                                                                 |                                          |                                     |                                     |      |          |          |
| Candidatura | Candidatura                              | Candidatura                         | Cap de llista                       | Vots | Vots     | Regidors |
| | Partit Socialista del País Valencià-PSOE |                                     | Amador Climent Roselló              | 522  | 77,79%   | 7 (+3)   |
| | Partit Popular                           |                                     | María Dolores Rodríguez Martínez    | 132  | 19,67%   | 2 ()     |
| | Altres candidatures                      |                                     |                                     |      |          | 0 ( -3)  |
| | Vots en blanc                            |                                     |                                     | 17   | 2,53%    |          |
| Total vots vàlids i regidors                                                                                                  | Total vots vàlids i regidors             | Total vots vàlids i regidors        | Total vots vàlids i regidors        | 671  | 100 %    | 9        |
| | Vots nuls                                | Vots nuls                           | Vots nuls                           | 20   | 2,89%    |          |
| Participació (vots vàlids més nuls)                                                                                           | Participació (vots vàlids més nuls)      | Participació (vots vàlids més nuls) | Participació (vots vàlids més nuls) | 691  | 77,12%** |          |
| Abstenció | Abstenció                                | Abstenció                           | Abstenció                           | 205* | 22,88%** |          |
| Total cens electoral | Total cens electoral                     | Total cens electoral                | Total cens electoral                | 896* | 100 %**  |          |
| Alcalde: Amador Climent Roselló (PSPV) (15/06/2019)                                                                           |                                          |                                     |                                     |      |          |          |
| Fonts: JEC, JEZ Xàtiva, M. Interior, Periòdic Ara. (* No són vots sinó electors. ** Percentatge respecte del cens electoral.) |                                          |                                     |                                     |      |          |          |

### Alcaldia
Des de 2011 l'alcalde de Rotglà i Corberà és Amador Climent Roselló del Partit Socialista del País Valencià (PSPV-PSOE).
| Període                       | Alcalde o alcaldessa                      | Partit polític | Data de possessió     | Observacions       |
| ----------------------------- | ----------------------------------------- | -------------- | --------------------- | ------------------ |
| 1979–1983                     | Alfredo Gómez Sanchis                     | PL             | 19/04/1979            | --                 |
| 1983–1987                     | Alfredo Gómez Sanchis                     | PSPV-PSOE      | 28/05/1983            | --                 |
| 1987–1991                     | Agustín Gómez Climent                     | CDS            | 30/06/1987            | --                 |
| 1991–1995                     | Agustín Gómez Climent                     | UV             | 15/06/1991            | --                 |
| 1995–1999                     | Agustín Gómez Climent                     | UV-CCV         | 17/06/1995            | --                 |
| 1999–2003                     | Pilar Domènech i Aliaga                   | Bloc           | 03/07/1999            | --                 |
| 2003–2007                     | Rafael Sancristóbal Caldes                | GIRC           | 14/06/2003            | --                 |
| 2007–2011                     | Mercedes Castelló García                  | PP             | 16/06/2007            | --                 |
| 2011–2015                     | José Gómez Mondría Amador Climent Roselló | IPRC PSPV-PSOE | 11/06/2011 22/06/2013 | Pacte de govern -- |
| 2015–2019                     | Amador Climent Roselló                    | PSPV-PSOE      | 13/06/2015            | --                 |
| 2019-2023                     | Amador Climent Roselló                    | PSPV-PSOE      | 15/06/2019            | --                 |
| Des de 2023                   | n/d                                       | n/d            | 17/06/2023            | --                 |
| Fonts: Generalitat Valenciana |                                           |                |                       |                    |

## Monuments
- Església dels Sant Joan.
- Ermita de la Mare de Déu del Socors.
- Museu del Tabac. Inaugurat en 2007. Instal·lat en un edifici de forma pentagonal format per cinc naus que replegaven el tabac de cinc comarques. En 1982 va paralitzar la seua activitat i va ser comprat per l'ajuntament en 2004.

## Festes i celebracions
Celebra les seues Festes patronals la primera setmana del mes de setembre. També disposa d'altres activitats festives la segona setmana del mateix mes. A més, disposa de diversos actes culturals com ara cavalcades de reis al gener, carnestoltes al febrer, el Porrat de Torrent juntament amb les falles al març i foguera de Sant Joan al juny.